# Andreas Metzl
Andreas Metzl war Abt des Klosters Waldsassen von 1512 bis 1524.
Andreas war der 30. Abt des Klosters Waldsassen und stammte aus Heidingsfeld. Er erbaute eine Bibliothek, die als bescheidener Vorläufer der heutigen Stiftsbibliothek Waldsassen gelten kann. Überliefert ist ein liberaler lateinischer Vers des Priors Georg Fröhlich über die Bibliothek, der nach Langhammer übersetzt lautet: „Ob du nun eingenommen bist für die heiligen Schriften oder dich freuen die Werke der Heiden, das alles bietet dir mit Nutzen diese Bücherei“.